# Lomaspilis semialbata
Lomaspilis semialbata är en fjärilsart som beskrevs av V.Melaerts. Lomaspilis semialbata ingår i släktet Lomaspilis och familjen mätare. Inga underarter finns listade i Catalogue of Life.